# 廖焜福
廖焜福，是已退役的台灣男子羽毛球運動員，為台灣早期能在本土以外贏得國際公開賽冠軍的代表性選手之一。  

## 羽球生涯
廖焜福國中時加入由張禎指導的西螺中學羽球隊:42-43，1967年升學至西螺農工持續訓練:58。
1972年—1979年間，於全國羽球錦標賽中六度登頂男子甲組單打冠軍；並搭檔鍾宗烈與翁榮坤，亦六度於男雙項目奪冠:115-116。1980年，搭檔鍾宗烈直落二局擊敗印尼組合哈斯湯摩比／丹尼，創下台灣羽球首度擊敗印尼豪強的重要里程碑:138-141。1976年，搭檔林說於法国羽毛球公开赛獲得混合雙打冠軍。1979年，問鼎瑞士羽毛球公开赛男單冠軍:206。1985年5月，出戰亞洲地區埠際羽球邀請賽，搭檔鍾宗烈與林說，奪下男子雙打與混合雙打雙冠頭銜。  

## 教練生涯與影響
退役後，廖焜福於1996年出任亞特蘭大奧運會台灣羽球項目教練團；2017年擔任世界大學運動會羽球項目總教練，協助年輕選手比賽與培訓。他亦是促成台灣奧運男子雙打金牌組合「麟洋配」——李洋與王齊麟搭檔的重要推手之一，媒體形容其為幕後恩師。